# Beauclerc
Beauclerc – wieś w Anglii, w hrabstwie Northumberland. Leży 25 km na zachód od miasta Newcastle upon Tyne i 402 km na północ od Londynu.